# Elisabeth Binder (Schriftstellerin)

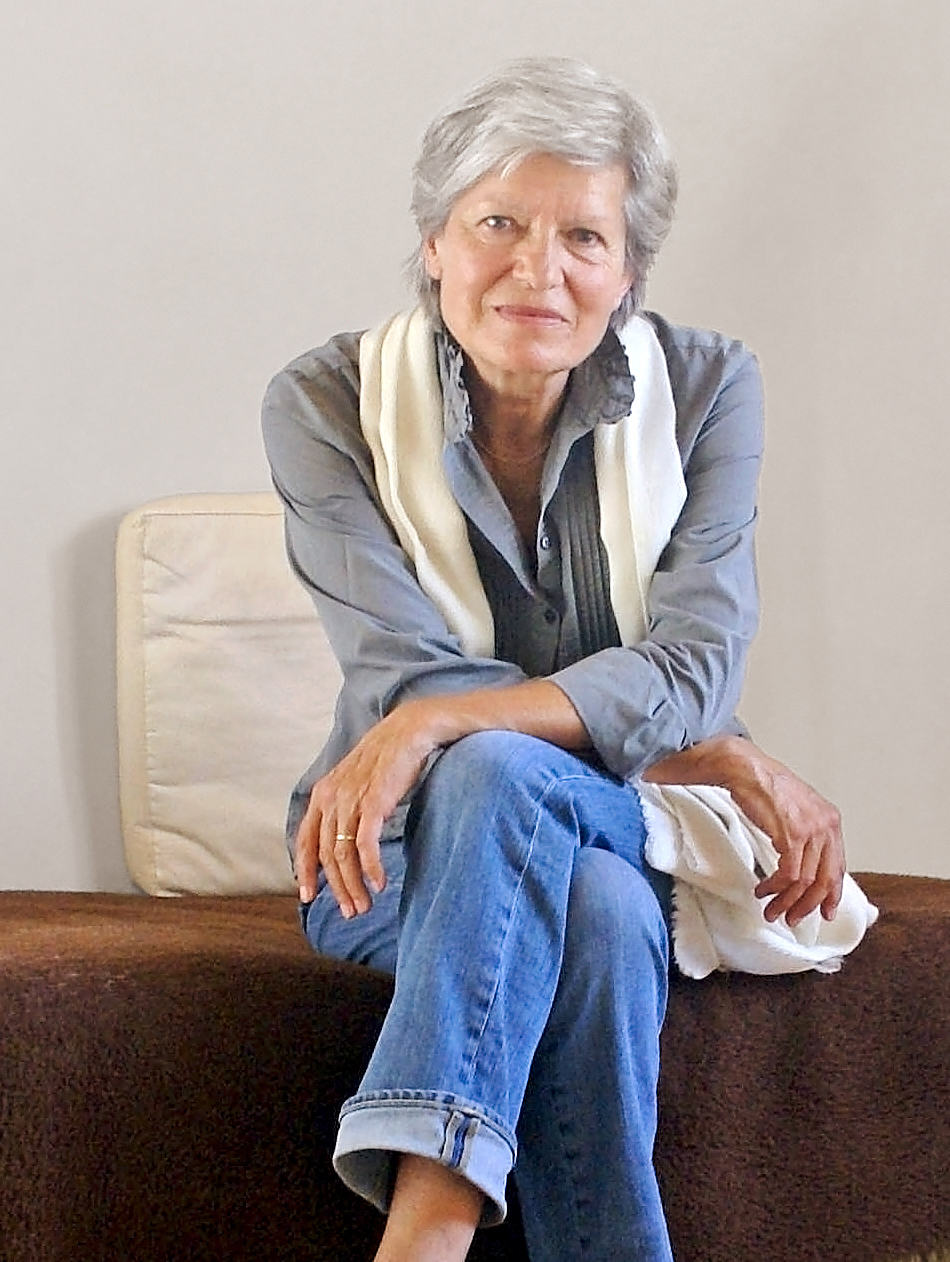
Elisabeth Binder (2014)

Elisabeth Binder (* 10. Juli 1951 in Bürglen; ehemals Elisabeth Etter) ist eine Schweizer Schriftstellerin.

## Leben
Elisabeth Binder wuchs in Bürglen, Kanton Thurgau, auf. Nach der Matura an der Kantonsschule Frauenfeld studierte sie Germanistik und Kunstgeschichte an der Universität Zürich und schloss 1980 bei Adolf Reinle mit dem Lizenziat ab. 1981 heiratete sie den 1986 verstorbenen Germanisten Wolfgang Binder. Ab 1987 war sie vorübergehend Lehrerin, dann (1990–1994) Literaturkritikerin beim Feuilleton der Neuen Zürcher Zeitung. Seit 1994 ist sie freie Schriftstellerin. Ihr bisheriges Werk umfasst Romane und Essays. Binder wohnt und arbeitet in Unterstammheim.

## Werke

### Romane
- Der Nachtblaue. Klett-Cotta Verlag, Stuttgart 2000.
- Sommergeschichte. Klett-Cotta Verlag, Stuttgart 2004.
- Orfeo. Klett-Cotta Verlag, Stuttgart 2007.
- Der Wintergast. Klett-Cotta Verlag, Stuttgart 2010. Neuausgabe: Amato Verlag, Unterstammheim 2017.
- Ein kleiner und kleiner werdender Reiter. Spuren einer Kindheit. Amato Verlag, Unterstammheim 2015.